# Xarifia tumorisa
Xarifia tumorisa is een eenoogkreeftjessoort uit de familie van de Xarifiidae. De wetenschappelijke naam van de soort is voor het eerst geldig gepubliceerd in 1978 door Misaki.